# 2016年夏季奥林匹克运动会中国击剑队
中國國家擊劍隊一共派出32人参加2016年夏季奥林匹克运动会，其中运动员20人，官员与工作人员12人，领队為蔡家东。
本届奥运会击剑比赛设立10个小项，共有12个国家获得奖牌。中国队参与了全部10个小项的比赛。

## 人员构成
- 官员及工作人员（12人）：
  - 領队：蔡家东，副领队：王伟；
  - 教练员：王键、鲍埃尔、王海滨、赵刚、肖剑、张永春、王钰；
  - 管理：季道明、邵静，医生：高明。
- 运动员（20人）：
  - 男运动员（10人）：雷声、
  - 女运动员（10人）：